# 港鐵未來發展

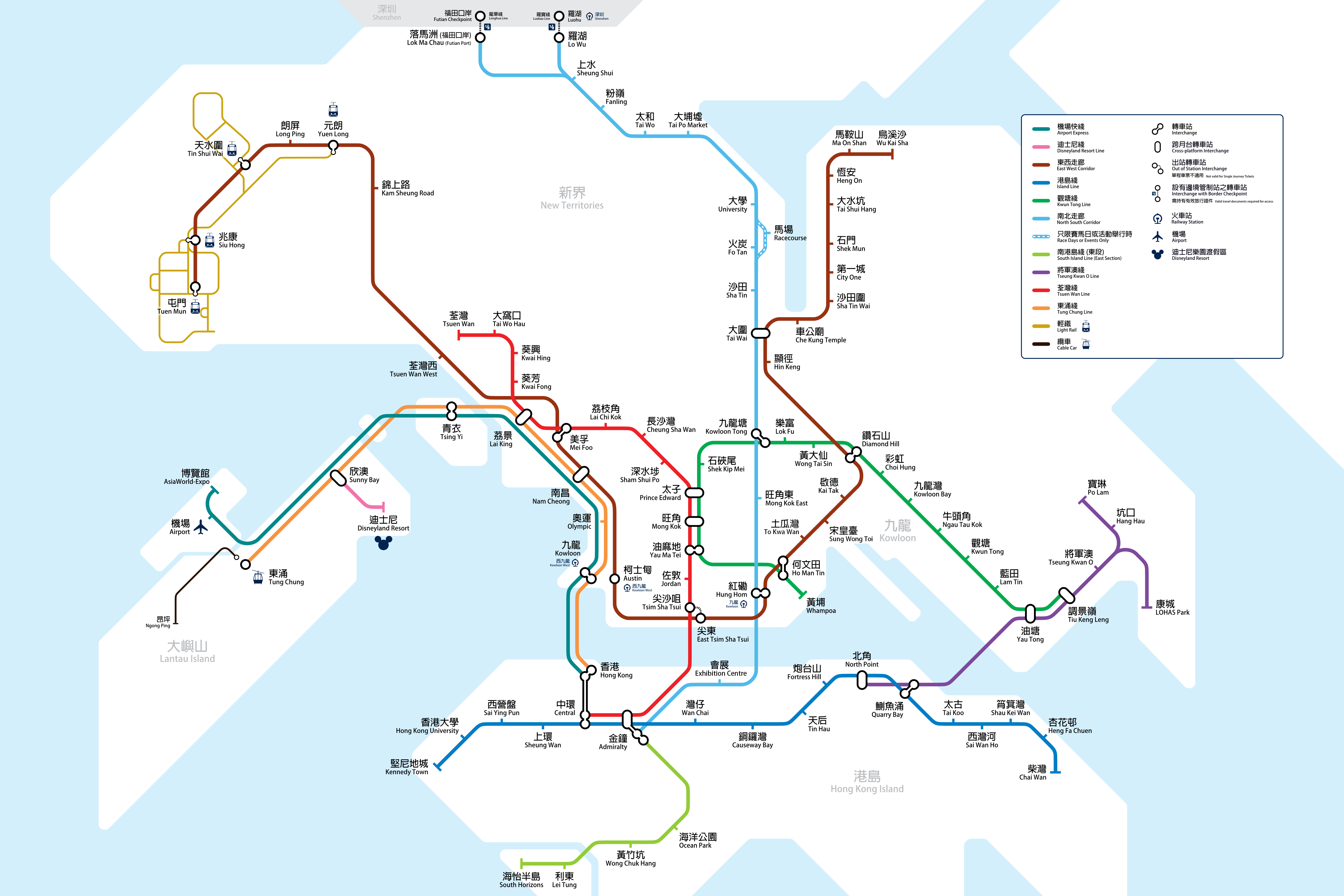
港鐵的路綫圖

為了應付香港社會的長遠發展，港鐵公司一直有發展新鐵路的計劃，以方便擴展其服務範圍，並且提供更完善的服務。其中部份原先由九廣鐵路公司興建及營運的路綫，在兩鐵合併後均交由港鐵負責監督工程及籌劃興建，並且以服務經營權批予港鐵營運。此外，港鐵亦積極改善車站及列車上的設施，包括興建新的車站入口及行人通道、翻新車站、興建車站洗手間、增加設備隔音屏障及購置新列車等。

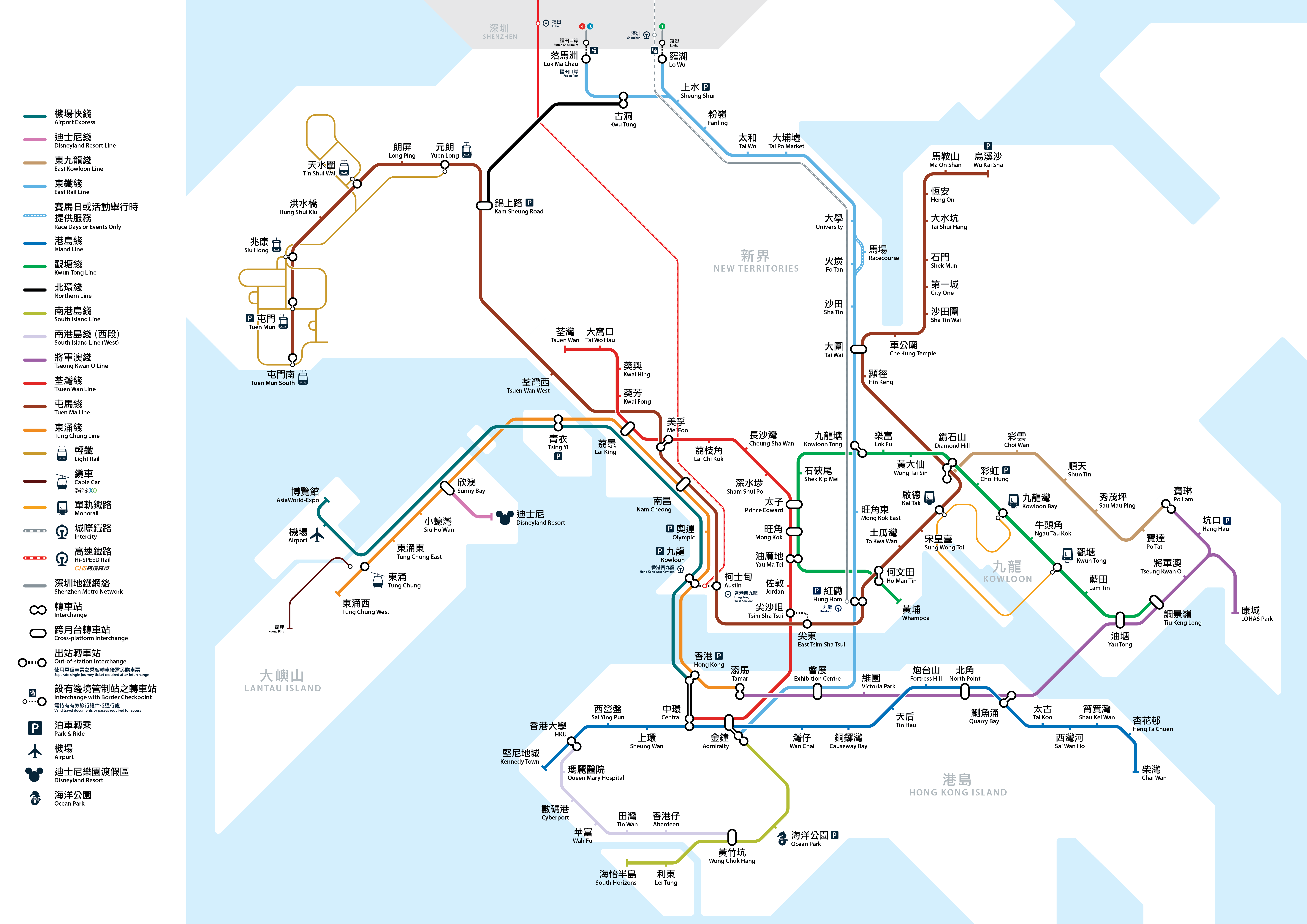
包括所有《鐵路發展策略2014》建議鐵路網絡項目之港鐵路線圖

## 新路綫

### 興建中的項目
- █ 古洞站：於北區古洞北面，在東鐵綫上水站及落馬洲站之間興建。項目已於2023年9月29日動工，2027年落成通車[1]。

- █  東涌綫延綫：於現有港鐵東涌綫東涌站，西延1.3公里至東涌西站，當年建議於位於東涌逸東邨附近對出近海的地方，落成後將會取代東涌站成為東涌綫的終點站。政府於2020年4月7日宣佈，東涌綫會加設三個站，東涌東、小蠔灣及東涌西。2023年1月10日，行政會議批准興建東涌西及東涌東站[2]。項目已於2023年5月25日動工，2029年12月落成通車[3]。

- █ 屯門南延綫：於屯馬綫屯門站，南延2.4公里至屯門南，以高架形式興建，設置第16區站（暫稱）和屯門南站。興建延綫的目的是改善屯門市中心南面社區（湖景邨、兆禧苑及悅湖山莊一帶）的鐵路服務及屯門碼頭的連接性，擬議的屯門南站鄰近屯門碼頭及兆禧兩個輕鐵站，可以方便輕鐵及屯馬綫之間的轉乘。項目已於2023年9月動工，2030年落成通車[4][5]。

- █ 小蠔灣站：於香港離島區小蠔，鄰近港鐵小濠灣車廠，在未來東涌綫東涌東及欣澳站之間興建。項目已於2023年12月動工，2030年落成通車[5]。

- █ 洪水橋站：就未來洪水橋新發展區，在屯馬綫兆康及天水圍站之間興建此站。2024年3月26日，行政長官會同行政會議批准興建該站，項目已於同年12月30日動工，2030年落成通車[6][7][8][註 1]。
- █ 北環綫及皇崗口岸支綫：在屯馬綫錦上路站興建一條新鐵路綫，接駁到未來東鐵綫古洞站，以及支綫向北伸延，經落馬洲河套地區的港深創新及科技園接入深圳的新皇崗口岸。北環綫主綫全長10.7公里，主要為地底隧道，鐵路行車時間約為12分鐘[註 2]。項目預計2025年動工，2034年通車。

### 規劃中的項目

#### 2021年施政報告
2021年，時任行政長官林鄭月娥發表的施政報告中，研究將新界北部打造成「北部都會區」，同時亦向政府建議興建鐵路連接東鐵綫和屯馬綫，包括將北環綫擴展。

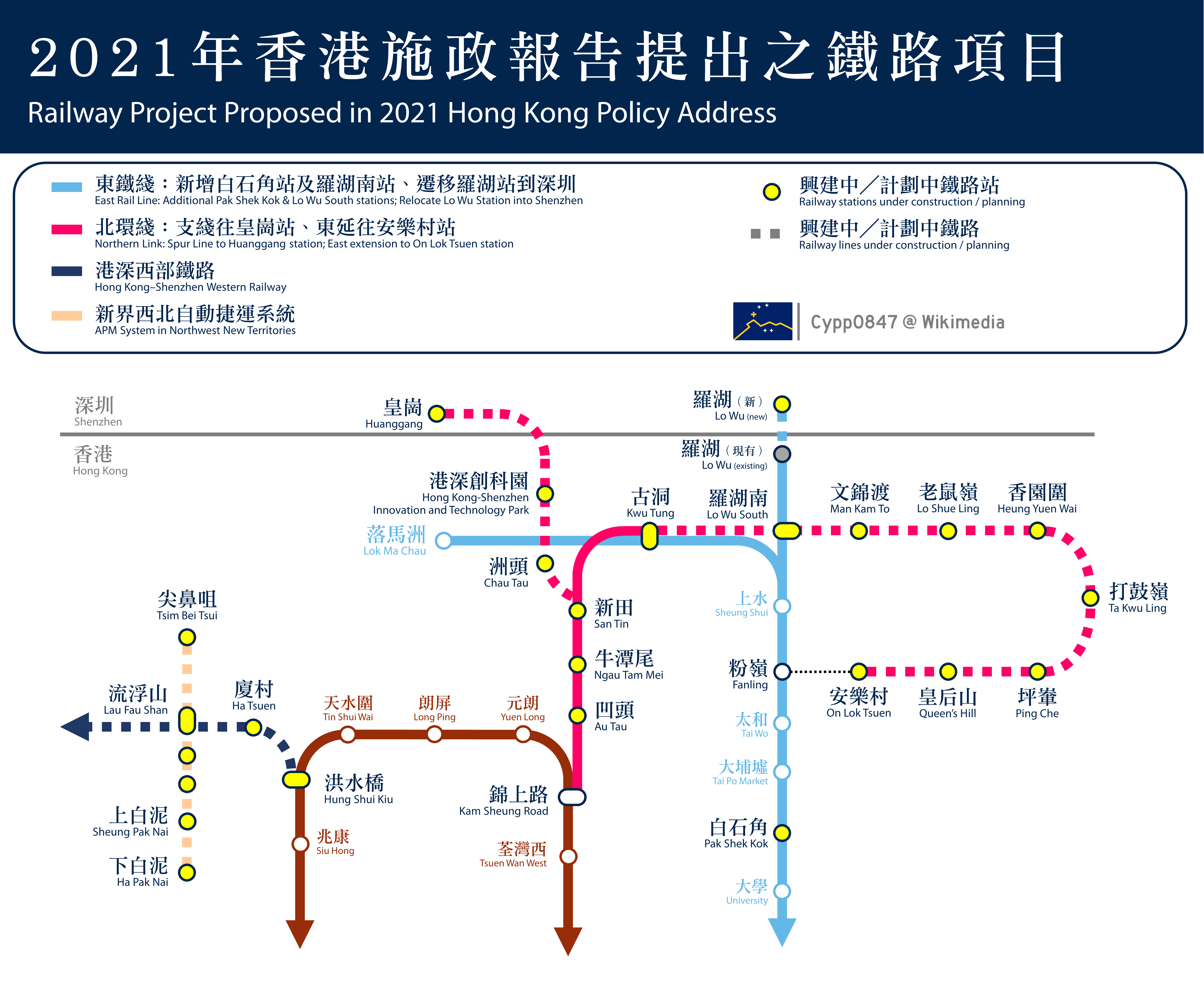
北部都會區以鐵路為運輸系統主要骨幹

- █  東鐵綫（白石角站、羅湖南站以及遷移羅湖站）：於教大運動中心附近興建東鐵綫白石角站，並探討將東鐵綫伸延至深圳羅湖並在深方設立「一地兩檢」口岸，以及在現有羅湖站及上水站之間增設一個非過境鐵路服務的新鐵路站。
- █  北環綫：北環綫由古洞站向東伸延，接駁羅湖、文錦渡及香園圍一帶，再南下經打鼓嶺、皇后山至粉嶺。
- 港深西部鐵路：連接洪水橋、厦村至深圳前海。
- 尖鼻咀至白泥自動捷運系統：探討興建尖鼻咀至白泥自動捷運系統的可行性，以帶動該區和流浮山的發展。

#### 2022年施政報告
- 交椅洲人工島鐵路：連接港島西、大嶼山及新界西北。[9]
- █  中鐵綫：興建第12條鐵路綫，由元朗錦田途經葵涌連接九龍塘，紓緩屯馬綫的載運壓力。[9]
- █  將軍澳綫南延綫：將軍澳綫向南延伸至將軍澳第137區，優化該區的交通配套。[9]

#### 2023年施政報告
- █  中鐵綫優化方案：設置東北荃灣（梨木樹）、東北葵涌（石蔭／石籬）及荃景圍（曹公潭）三個中途站，可轉乘港鐵荃灣綫。
- █  北環綫東延綫：北環線經羅湖南、文錦渡等地區伸延至坪輋，連接新發展區和不同口岸。
- █  新界東北綫：南北走向鐵路段，由香園圍途經坪輋及皇后山等地區連接東鐵線粉嶺站，打通主要發展節點。
- 智慧綠色集體運輸[註 3]：
  1. 東九龍：連接觀塘上坡地區，包括彩雲、順利、順安、秀茂坪、寶達及馬游塘，便利市民前往港鐵彩虹站及油塘站，整體改善東九龍的交通，釋放發展潛力。
  2. 啟德：連接啟德跑道區至港鐵啟德站，強化區內商住發展、旅遊、文娛、康體及社區設施的連貫性。
  3. 洪水橋／廈村：貫通洪水橋／厦村新發展區和元朗南發展，連接至屯馬綫、輕鐵，以及主要公共運輸交匯處。

#### 長遠構思
- 北港島綫：此綫是東涌綫及將軍澳綫的延綫，增設添馬、銅鑼灣北二站。同時，為了紓緩鐵路擠擁，於2013年「我們未來的鐵路」第二階段諮詢，顧問提出了兩個可行方案和兩個替代方案。
  1. 「交匯」方案：將現時東涌綫由香港站向東及現時將軍澳綫由北角站向西延伸至添馬。將軍澳綫則於添馬及北角之間連接會展及銅鑼灣北兩站。
  2. 「換綫」方案：延伸現時東涌綫，由香港站向東連接以上三站，再與港島綫（炮台山站至柴灣站）一段合併。而將軍澳綫則由現時北角站，另挖隧道連接天后站，再與港島綫西段合併。天后站至炮台山站一段港島綫現有隧道將不再使用。現時「換線」方案將不實施。
  3. 「替代」方案：只把延伸現時將軍澳綫由北角站向西延伸至會展，同時取消興建添馬站及銅鑼灣北站。
  4. 「直通」方案：合併將軍澳綫和東涌綫。

於《鐵路發展策略2014》，政府有意採用「交匯」方案，此方案無須將現有港島綫分為兩段，初步建議的落實時間為2021年至2026年。2023年12月12日，政府發表《香港主要運輸基建發展藍圖》，表示由於港島綫的容量將因應配合市區線更換信號系統的提升而有增加班次，而且一些大型規劃發展項目會長遠改變香港居住和就業人口的分佈，因此直至2046年或之後完全沒有迫切性推展北港島綫。
- 智慧綠色集體運輸[註 4]： █  南港島綫 (西段)：興建新鐵路綫建接港島綫香港大學站及南港島綫（東段）黃竹坑站，為南港島綫的另一部份。乘客可以在香港大學站轉乘港島綫，或於黃竹坑站轉乘南港島綫東段。東段於2011年5月動工，並已在2016年12月28日啟用，造價為126億港元；而西段則在2013年「我們未來的鐵路」階段諮詢，諮詢公眾發展方案。港鐵較屬意先興建華富站至黃竹坑站一段，待薄扶林一帶放寬發展密度後，才連接華富站至香港大學站。此綫全長約7.5公里，初步建議的落實時間為2021年至2026年，但政府於2019年表示暫未有興建時間表。[10]2023年12月12日，政府發表《香港主要運輸基建發展藍圖》，表示因西段沿綫地勢起伏，受重型鐵路的爬升能力所限，正研究有否合適的替代運輸系統能滿足該走綫的運輸需求，並目標於2024年內敲定推展西段的合適技術方案。[11]
- 港深機場鐵路：是香港及深圳一條計劃中的高速跨境鐵路，香港第4條過境直通鐵路。鐵路連接香港國際機場和深圳寶安國際機場。目前，香港規劃署與深圳市規劃局正在合作對此計劃進行研究。根據深圳市規劃局在2007年7月編制的「深圳市軌道交通規劃」，該城際線屬遠期規劃，會在深圳西部的前海灣出發，經蛇口半島，橫過深圳灣（香港稱后海灣）。進入香港之後，在新界西北部分支，一支線通往香港國際機場，另一支線則連接香港中心區（即港島中環一帶）。 深圳地铁11号线將會在前海灣站附近預留向南延伸至香港的條件。但香港當局較早前以經濟效益不足為由，不接納此方案，然而在2019年5月，香港本土研究社表示從《深圳市綜合交通「十三五」規劃》等文件中顯示出深圳方面打算重啟深港西部快軌的計劃[12]。同年7月，廣東省政府公布的《粵港澳大灣區建設三年行動計劃（2018-2020年）》 （页面存档备份，存于）當中披露「與香港合作推動深港西部快速軌道的論證和規劃建設」，本土研究社表示種種跡象顯示中國政府對興建快軌仍未「死心」，憂慮項目會變成跨境大白象工程[13]。2020年7月30日，国家发展改革委批复的《粤港澳大湾区（城际）铁路建设规划》中，港深西部快軌為「遠期及遠期研究城際鐵路項目」。[14][15]

### 過往研究的鐵路項目
鐵路
- 屯荃鐵路：由屯門站、屯門西站經三聖站、掃管笏站、青龍頭站、深井東站、灣景站至荃灣西站，計劃以高架橋，比屯馬綫快1分鐘，並以屯門站及荃灣西站與屯馬綫轉乘。田北辰備悉屯荃鐵路造價高達一千億元，加上成效不高，因此政府決定暫時不考慮興建。
- 小西灣綫
- 東大嶼線
- 中九龍綫
- 環保連接系統
- 第五條過海鐵路
- 黃埔自動輕便運輸系統
- 九龍電車系統
- 西部外走廊鐵路
- 港口鐵路線

車站
- 中環南站
- 跑馬地站
- 百勝角站
- 慈雲山站
- 廣東道站

## 東鐵綫車站翻新及美化工程
港鐵公司決定把東鐵綫12個車站（尖東、羅湖、落馬洲除外）進行翻新及美化工程，以融入大自然為設計主題，並更新大堂及車站設施提升服務。
由於東鐵綫沿線大多位於郊區，港鐵決定以大自然為設計主題，如大堂引進自然光照明、改善通風以節省電力、牆身和地面統一採用自然顏色的石材等。車站的客務中心、標誌、廣告燈箱、月台座椅、以至車站通告格式等，都會使用和港鐵系統其他路綫相同的設計。港鐵表示會聘請顧問評估各車站，以便訂出具體的改善計劃。進行翻新及美化工程的車站包括東鐵綫紅磡站至上水站。
港鐵於2008年9月在東鐵綫12個車站進行中期美化工程，耗資1千萬元為每個車站加上主色調及花卉圖案，配以車站所處地區的著名地標作為牆身背景。而月台柱上會加上書法字，使乘客更容易辨認所身處的車站。中期美化工程於2008年12月完成，為日後以「融入大自然」的大型翻新工程的前奏。
港鐵已率先在旺角東站、沙田站及大埔墟站進行小型的改善工程，其中旺角東站在2009年完成。於2015年底亦已翻新上水站及粉嶺站，而火炭站則將於2016年年底完成翻新。

## 增設地面至大堂升降機工程
港鐵公司會於多個港鐵車站增設連接地面至大堂的升降機，方便乘客進出。其中金鐘站及鑽石山站分別配合南港島綫及沙中綫工程。其他未有連接地面至大堂的升降機的車站將會陸續加設，炮台山站的方案研究考慮改建現有兩部位於港鐵炮台山站A出入口旁連接地面至平台的政府站外升降機，向下延伸至港鐵炮台山站車站大堂。
已完成工程
1. █  西灣河站：加設牆為透明玻璃站外升降機，連接聖十字徑地面及車站大堂。建造工程已於2011年11月展開，於2015年12月14日落成啟用。
2. █   █  茘景站：於B出入口旁加建站外升降機，連接荔景邨仰景樓及車站大堂。建造工程已於2014年2月展開，於2016年5月6日落成啟用。
3. █  尖沙咀站：A1出口會進行重建工程，將加設扶手電梯及升降機。建造工程已於2012年年尾展開，於2016年5月7日落成。
4. █  筲箕灣站：於B1出入口前、瓊山里旁加設站外升降機連接地面及車站大堂。建造工程已於2014年4月展開，於2016年12月21日落成啟用。
5. █   █   █  █  金鐘站：於E出入口樂禮街夏慤花園旁加設站外升降機連接行人天橋、地面及車站大堂擴建部分。建造工程已於2011年7月展開，於2016年12月28日落成啟用。
6. █   █  油麻地站：於D出入口對面加建站外升降機連接地面及車站大堂。建造工程已於2013年7月展開，於2016年12月29日落成啟用。

## 噪音緩解工程
- █  何東樓隔音罩安裝工程：將在御龍山和火炭鐵路大樓附屬樓以北的位置安裝一幅面積達600立方米隔音簷蓬，亦在火炭鐵路大樓附屬樓以南亦會安裝石屎牆及隔音板。建造工程已於2013年第2季展開，於2016年中竣工。
- █  東涌沿線隔音屏建造工程：沿東涌下行綫並以東涌東及（往欣澳方向）將會建造一幅約180米長的懸臂式隔音屏。另外，在迎禧路附近的一幅露天牆上，將會建造一幅約60米長的垂直隔音屏。建造工程已於2014年第2季展開，並於2016年竣工。

## 外部連結
- 鐵路發展策略2000
- 鐵路發展策略2014
- 香港主要運輸基建發展藍圖